# كروك: ليجيند أوف ذا غوبوس
كروك: ليجيند أوف ذا غوبوس (بالإنجليزية: Croc: Legend of the Gobbos)‏ ، هي لعبة فيديو إلكترونية من نوع منصات ومغامرات، أنتجت سنة 1997م وتعمل لأنظمة التشغيل كل من بلاي ستيشن وجيم بوي كولر وسيجا ساترن ومايكروسوفت ويندوز، ونشرها شركة إلكترونيك آرتس.